# Diarmait Ua Briain
Diarmait Ua Briain (1060-1118) fue un rey irlandés del siglo XI que gobernó Munster de 1114 a 1118.
Uno de los tres hijos de Toirdelbach Ua Briain, fue desterrado de Munster por su hermano Muirchertach Ua Briain poco después de la muerte de su padre en 1086.  Vivió en el exilio por varios años mientras su hermano gobernaba como Rey de Munster. Se cree que comandó la flota irlandesa que apoyó a Rhys ap Tewdwr en la Batalla de Mynydd Carn.
En 1093, se reconcilió con Muirchertach después de reconocer su reclamación y fue instalado como dux de Waterford. Finalmente sucedió a su hermano actuando como rey interino de Munster cuando su hermano enfermó en 1114. Después de asumir el trono, desterró a  Muircheartach y pronto sevio envuelto en una lucha de cuatro años por el control de Munster. En 1116, atacó a Muirchertach y a Brian Ua Briain "en violación de un juramento mutuo sobre las reliquias de Irlanda" asediando Limerick. Esto llevó a la firma de la paz entre Muirchertach y Diarmait, aunque este sería finalmente capturado por Muircheartach.
Murió años después en Cork en 1118, el mismo año en que Toirdelbach Ua Conchobair invadió Munster y dividió el territorio entre los hijos de Diarmait Ua Briain y Tadg Mac Carthaig, Conchobar Ua Briain de Thomond y Toirdelbach Mac Carthaig de Desmond respectivamente.

## Familia[4]
Se casó con Sadhbh, hija de Tadhg Mac Carthy Mór, Rey de Desmond y tuvo dos hijos:
- Cochobhar na Cathrach
- Toirdhealbhach